# Aïssa Bekkai
Aïssa Bekkai (en arabe : عيسى بكاي), né le 14 août 1964 à Hassi Bahbah dans la wilaya de Djelfa, est un homme politique algérien.

## Biographie
Il naît le 14 août 1964 à Hassi Bahbah, Djelfa. Il obtient son baccalauréat en 1985. Il a obtenu de l'École nationale d'administration en 1989 une maîtrise en droit des affaires en 2002 et un doctorat en 2019.
Il passe son service militaire à El-Harrach et à Aïn Sefra dans la wilaya de Naâma, entre 1995 et 1997.
Ministre des Transports de juillet 2021 à mars 2022, il est limogé pour « faute grave »  par le président en exercice, Abdelmadjid Tebboune.

### Carrière
- Chef de bureau - Ministère du commerce 1993-1995.
- Directeur commercial d'État (Laghouat) 1998-2006.
- Directeur régional du commerce (Sétif) 2006-2010.
- Directeur régional du commerce (Ouargla) 2010-2012.
- Directeur régional du commerce (Blida) 2012-2014.
- Directeur de la régulation du marché et des activités commerciales au ministère du Commerce 2014-2016.
- Directeur régional du commerce (Alger) 2016-2018.
- Directeur général pour le contrôle et l'organisation des activités au Ministère du commerce du 3 mars 2019 au 1er janvier 2020.
- Ministre délégué au Commerce extérieur du 4 janvier 2020.au 21 février 2021.
- Ministre des Transports du 8 juillet 2021 au 10 mars 2022.